# Valley of Love
Valley of Love je francouzský hraný film z roku 2015, který režíroval Guillaume Nicloux podle vlastního scénáře. Snímek měl světovou premiéru na filmovém festivalu v Cannes dne 22. května 2015.

## Děj
Manželé Isabelle a Gérard již žijí odděleně, obdrží dopis od svého syna Michaëla, který jim zařídil pobyt v Údolí smrti ve Spojených státech. Jedou tam spolu, i když jejich syn před nedávnem spáchal sebevraždu. Během cesty dvojice navštíví známá místa v Údolí smrti: Furnace Creek, Badwater Basin, Dante's View nebo Mosaïc Canyon. Při této příležitosti mají manželé možnost se po letech odloučení znovu poznat.

## Obsazení
| Isabelle Huppertová | Isabelle   |
| Gérard Depardieu    | Gérard     |
| Dan Warner          | Paul       |
| Aurélia Thierrée    | Katherine  |
| Dionne Houle        | stará dáma |

## Ocenění
- César: nejlepší kamera (Christophe Offenstein), nominace na nejlepšího herce (Gérard Depardieu) a nejlepší herečku (Isabelle Huppertová)
- Cena Lumière: nominace na nejlepšího herce (Gérard Depardieu), nejlepší herečku (Isabelle Huppertová)